# Saladin de Stoevere
Saladin de Stoevere (Gent, ca. 1397 – Oudenaarde, 1474) was een kunstschilder die actief was in Gent, Oudenaarde en Brugge tussen 1434 en na 1468. Hij was lid van het Gentse schildersambacht.
Saladin de Stoevere maakte deel uit van een kunstenaarsfamilie uit Gent die van het einde van de 14e eeuw tot in de eerste helft van de 16e eeuw in elke generatie minstens één schilder telde. In de periode van 1375-1535 waren er tien de Stoevere’s leden van het Gentse ambacht. Saladin was de enige de Stoevere die ook buiten Gent werkzaam was, namelijk in Oudenaarde en in Brugge. 

## Biografische elementen
Saladin was de zoon van Kerstiaen de Stoevere en Zoetine van den Berghe. Zijn vader was werkzaam in de lakennijverheid als scheerder. De familie had financiële problemen en vader Kerstiaen moest leningen aangaan. Kerstiaen overleed in december 1404 en liet zijn vrouw achter met vier zonen: Saelkin (Saladin), Inghelkin, Hannekin en Wouterkin. Zoetine hertrouwde niet.
In 1422 had Saladin de volwassen leeftijd bereikt, waaruit men kan afleiden dat hij ca. 1397 geboren werd. Het huis waar ze woonden, de Karre op de Hoogpoort, werd in 1405 verkocht aan de beeldsnijder Robrecht de Brune. De bekende schilder Pieter van Beervelde bemiddelde hierbij.
In de archieven zijn geen gegevens terug te vinden over de opleiding van Saladin, maar hij werd naar alle waarschijnlijkheid leerknaap bij een van zijn grootooms, Jacob of Gheeraerd de Stoevere. Gezien Mergriete Coolman, de tweede vrouw van Jacob de Stoevere, in 1410 bij testament 1 lb groten aan de wees Saelkin de Stoevere schonk, kunnen we vermoeden dat hij leerjongen bij Jacob was. De andere grootoom-schilder Gheeraerd werd na het overlijden van Jacob zijn voogd. Het ligt voor de hand dat Saladin gezel werd bij zijn grootoom en het is mogelijk dat deze hem een opleiding liet volgen bij Robert Campin, waar ook zijn zoon Jan in de leer was. Gheeraerd overleed in 1419 en Saladin werd ontvoogd op 22 november 1422; wie ondertussen de voogdij waarnam, is onbekend.
Saladin trad omstreeks 1430 in het huwelijk met Kateline Bloyaert dochter van een paramentier uit Oudenaarde. Hij was tussen 1422 en 1435 niet alleen actief in de schilderkunst maar ook in de lakenhandel. Het was waarschijnlijk in dat milieu dat hij zijn vrouw leerde kennen.
Saladin overleed in 1474 in Oudenaarde.

## Werken

### Gent 1434-1435
Willem du Buisson was een koopman uit Douai, die handel dreef in koren en wede in Antwerpen, Holland, La Rochelle en Oudenaarde. Hij was een welgesteld man die zijn winsten belegde in vastgoed in Gent, waar hij het poorterschap had gekocht. In 1434 liet hij voor hem en zijn gezin een kapel inrichten in de kloosterkerk van de minderbroeders te Gent. Boven het altaar liet hij een retabel met luiken aanbrengen en daarboven een beeld van de heilige Willem. Hij contracteerde Saladin de Stoevere om zijn kapel te stofferen. Hij moest het retabel polychromeren en op de binnenkant van de luiken de geboorte van Maria en Maria op haar sterfbed schilderen. Op de buitenzijde van de luiken kwamen vier personen in grisaille die Willem du Buisson nog moest uitkiezen. Ook de binnenzijde van de kastdeuren werd beschilderd met vier taferelen: de Tuin van Olijven, de gegeselde Jezus aan de zuil, de kruisafneming en de verrijzenis. Op de buitenzijde kwam een annunciatie in grisaille. Het beeld van de heilige Willem werd gepolychromeerd. Bovendien moest hij nog een doek leveren met daarop, in olieverf geschilderd, een kruis en vier figuren. Het contract werd afgesloten in oktober 1434 en het werk moest klaar zijn in april 1435.
Het contract toont dat De Stoevere verschillende soorten schilderwerk kon leveren: polychromeren van het retabel en het heiligenbeeld, paneelschildering op de luiken, grisailleschildering en schilderen op lijnwaad, een nieuwe techniek in zijn tijd. Het is moeilijk aan te nemen dat hij die belangrijke opdracht zou gekregen hebben als Du Buisson geen vroeger werk van de kunstenaar had kunnen zien, maar daarvan is niets bewaard gebleven.

### Oudenaarde, 1432-1474
Vanaf 1432 vindt men betalingen aan Saladin in de rekeningen van Oudenaarde. Het gaat over zeer diverse opdrachten zoals het ontwerpen van patronen voor bloemen op de kleding van de stadsmagistraten, het schilderen van banieren, vaandels en wimpels. Ook de hemel die gedragen werd boven de monstrans in de sacramentsprocessie was van zijn hand. Verder werd hij belast met schilderingen aan gebouwen zoals het vergulden van de wijzer van het stadsuurwerk, reparaties aan de glasramen in de stadshal en schilderingen in een nieuwe kamer in het schepenhuis. 

### Abdij van Ename
Voor de abdij van Ename schilderde hij in 1448-1449 dertien schilderijen met de apostelen, waarvoor hij ook de dertien lijsten beschilderde.

### Bourgondische hertog, 1452-54, 1467-68
Saladin hreeg ook enkele opdrachten aan het hertogelijke hof onder Filips de Goede. Hij was onder meer betrokken bij de versieringen voor het Banket van de Fazant te Rijsel in 1454 en voor het huwelijksfeest van Karel de Stoute met Margaretha van York in 1468.